# Swing (ples)
Termin Swing ples označuje skupino plesnih zvrsti in stilov, ki so nastali kot odziv na swing glasbo iz 1920., 1930. in 1940. let. Danes pa pod tem terminom mislimo predvsem na Lindy Hop, ples v paru, ki je svojo ponovno obujenje začel v 1980. letih v Ameriki, na Švedskem in Veliki Britaniji.
Večina swing plesov se je začela v afroameriških skupnostih, kot ljudski afroameriški ples, pri nadalnjem razvoju pa je veliko pripomogla angloameriška skupnost in ostale etnične skupine. Balboa je znan primer takega razvoja.
Tehnično je ples starejši od swing glasbe in se ga navadno povezuje z Dixielandom, vrsto jazz glasbe, ki se je razvila v New Orleansu na jugu ZDA. Plesi, kot so Black Botton, Charleston, Tep in drugi, še vedno pripadajo družini swing plesov. Te plesne zvrsti so se širile z jazz glasbo in migracijo temnopoltega prebivalstva v večja mesta, kot so New York, Kansas City in Chicago.

## Oblike swing plesov
Swing ples po navadi zaznamuje preplet enega ali več od naslednjih plesov swing dobe: Lindy Hop, Charleston, Shag, Balboa in Blues. Ta skupina se po navadi razteza, in zajema tudi Jive, Rock and Roll, Western Swing, Ceroc in druge plese, ki so se razvili po letu 1940.

## Zgodovina swing plesa
Zgodovina swing plesa sega v dvajseta leta 20. stoletja, ko je temnopolta skupnost v Ameriki, med tem, ko je plesala na takrat popularno jazz glasbo, odkrila plesne zvrsti Charleston in Lindy Hop.
26. marec 1926 je v New Yorku odprla vrata plesna dvorana, imenovana Savoy. Pozornost plesalcev je pritegnila s pravokotnim podolgovatim plesiščem in dvema dvignjenima odroma. Nočni plesi, ki so se tam odvijali, so pritegnili najboljše plesalce v New Yorku. Prisotnost dobrih plesalcev in veščih črnskih glasbenih skupin je narekovala razvoj glasbenega stila imenovanega Swing Jazz (ang. Swinging Jazz).

## Razvoj swing plesa

### Poimenovanje Lindy Hop
Nekega večera leta 1927 je, še malce pod vtisom Lindberghovega letalskega poleta v Pariz, 
lokalni plesni entuziast, ki so ga klicali »Shorty George« Snowden, opazoval ostale plesne pare na plesišču. Novinar ga je vprašal, kako se imenuje ples, ki ga plešejo in po naključju je bil na sosednji klopi odložen časopis s člankom o Lindberghovem poletu. Naslov članka je bil »Lindy Hops The Atlantic« in George je po navdihu članka odgovoril »Lindy Hop«, ime pa se je obdržalo.

### Nastanek Jitterbuga
Leta 1934 je vodja zasedbe Cab Calloway predstavil skladbo »Jitterbug«, po kateri se poimenuje poskočen 6-dobni ples Jitterbug.
Z odkritjem Lindy Hopa in Jitterbuga je širša javnost začela plesati na sodobni Jazz in Swing, ki se je takrat šele dobro razvijal z ustvarjalci, kot je bil tudi Benny Goodman. S svojo glasbo je vzpodbudil vključevanje Tap in Jazz korakov v Swing.

### Prve Swing plesne skupine
V sredini tridesetih let je Herbert White, glavni varnostnik v newyorški dvorani Savoy, formiral Lindy Hop skupino, imenovano Whitey's Lindy Hoppers. Eden od najpomembnejših članov skupine Whitey's Lindy Hoppers je bil Frankie Manning. »The Hoppers« so nastopili v filmih A Day at the Races (1937), Hellzapoppin (1941), Sugar Hill Masquerade (1942) in Killer Diller (1948).
Leta 1938 je plesna prireditev z imenom Harvest Moon Ball prvič vključila Lindy Hop in Jitterbug v tekmovanje, ki je bilo tudi posneto na filmski trak in potlej predvajano v Paramountovih, Patheovih in Universalovih filmskih novicah med letoma 1938 in 1951.

### Swing v filmih
Leta 1938 je Dean Collins prispel v Hollywood. V New Yorku se je naučil plesati Lindy Hop, Jitterbug, Lindy in Swing. Veliko časa je preživel v mestni četrti Harlem in plesni dvorani Savoy. Med letoma 1941 in 1960 je Collins sam nastopil ali pa naredil koreografije za 100 filmov, v katerih so nastopili najboljši kalifornijski beli plesalci izvajali Lindy Hop, Jitterbug, Lindy in Swing.
V poznih 1930-tih in skozi 1940-ta so mediji termine Lindy Hop, Jitterbug, Lindy in Swing uporabljali za opis istega plesa, ki se je plesal na ulicah, nočnih klubih, na tekmovanjih in v filmih.

### Uradno priznanje swing plesa
Do konca 1936, je Lindy Hop že osvojil ZDA. Po pričakovanjih je bil prvi odziv plesnih učiteljev na pojav Lindyja zelo hladen in negativen. Leta 1936 je Philip Nutl, predsednik Ameriškega združenja učiteljev plesa, izrazil mnenje, da Swing ne bo preživel niti zime. Leta 1938 je predsednik plesnega združenja (Dance Teachers' Business Association) Donald Grant izjavil, da je Swing glasba degenerirana oblika jazza, pripadniki katere so nesrečne žrtve ekonomske nestabilnosti. Leta 1942 pa so članom društva New York Society of Teachers of Dancing naročili, da plesa Jitterbug (direktnega potomca Lindy Hopa), ne morejo več ignorirati. Neartikulirane gibe so sklenili rafinirati v ples, ki bo primeren za plesišča.
Plesne šole, kot so The New York Society of Teachers of Dancing in Arthur Murray Studios, uradno do zgodnjih štiridesetih niso dokumentirale, da učijo Lindy Hop, Jitterbug, Lindy in Swing. Plesne skupnosti so se raje posvečale učenju tujih plesov, kot so Argntinski Tango, španski Paso Doblé, brazilska Samba, puertoriški Merengue, kubanska Mambo in Cha Cha, angleški Quickstep, avstrijski Valček, občasno pa tudi ameriški Fox-trot ter Peabody. V zgodnjih 1940. je plesna šola Arthur Murray Studios naročila svojim učiteljem, naj učijo tudi to, kar se pleše v ameriških mestih. Tako je plesna šola Arthur Murray Studios učila več vrst nedokumentiranega Swinga v mnogih ameriških mestih.
Laure Haile je kot plesalka Swinga in plesna tekmovalka prvič dokumentirala, kako plešejo Swing v belih skupnostih v ZDA.
Istočasno je Dean Collins skupaj z Lenny Smith in Louom Southernom v nočnih klubih in na tekmovanjih v južni Kaliforniji skrbel za rast Swing scene. Laure Haile je plesu in sceni v Kaliforniji dala ime Western Swing. Leta 1945 je pričela učiti Swing v plesni šoli Arthur Murray Studios. Dean Collins je učil inštruktorje, ki so delali v Arthur Murray Studios v Hollywoodu in San Franciscu v poznih štiridesetih ter zgodnjih petdesetih letih.
Po 2. svetovni vojni so vojaki in mornarji plesali Swing v vojaških bazah in izven njih. Jitterbug so plesali na Country-Western glasbo v Country Western barih s čimer je ples do osemdesetih postal popularen.
S spreminjanjem glasbe od dvajsetih do devetdesetih, (Jazz, Swing, Bop, Rock and roll, Rhythm & Blues, Disco, Country), so se spreminjali in razvijali tudi Lindy Hop, Jitterbug, Lindy ter Swing in se obenem mešali z lokalnimi vplivi. V poznih štiridesetih se je pojavilo veliko plesov, ki so se razvili iz Rhythm & Blues glasbe: Houston Push in Dallas whip (Teksas), Imperial Swing (St. Louis), D.C. Hand Dancing (Washington D.C.), Carolina Shag (Severna in Južna Karolina in Norfolk) ipd.
Leta 1951 je Laure Haile prvič objavila svoje plesne zapiske kot priročnik, ki se je imenoval Western Swing for the Santa Monica Arthur Murray Dance Studio. V petdesetih letih je predstavila svoj priročnik na plesnih delavnicah širom ZDA. Plesna šola Arthur Murray Studios od takrat z manjšimi dodatki uči po tem plesnem priročniku.
Od štiridesetih do danes so bili plesni stili Lindy Hop, Jitterbug, Lindy in Swing rafinirani s strani plesnih učiteljev, da so bili sprejemljivejši za širšo publiko. Kot rezultat se je razvil East Coast Swing in dvoranski West Coast Swing.

### Vpliv Rock & Rolla na Swing ples
V poznih petdesetih sta televizijske oddaji American Bandstand in The Buddy Dean Show navdušili najstnike. Kot najstniški idoli so se pojavijli Elvis Presley, Little Richard in Chuck Berry. Tudi na njihovo glasbo so plesali Swing, tako je plesna zvrst tudi s pojavom Rock&Roll-a pridobila sveže plesne vplive.
Leta 1959 so kalifornijske plesne organizacije spremenile ime plesa »Western Swing« v »West Coast Swing«,
z namenom jasne ločitve plesne zvrsti od imensko podobnih »Country« in »Western« plesov.

### Swing v Sloveniji
Swing je v Sloveniji novejši pojav. Prve povezave Slovencev s Swingom segajo v konec druge svetovne vojne, ko so to zvrst v Italijo (Trst) prinesli ameriški vojaki. Vendar se ples v povojno, takrat komunistično Slovenijo zaradi ameriškega izvora ni mogel v večji meri razširiti.
O resničnih začetkih Swinga v Sloveniji lahko govorimo od leta 2005 dalje, ko so se z ustanovitvijo Swing-Rockabilly društva, imenovanega Vintage, začnele organizirati prve Swing plesne in glasbene prireditve, intenzivna medijska predstavitev Swing plesne zvrsti in glasbe, začetek Swing plesnih tečajev ter plesov na tedenski bazi. Društvo Vintage je ustanovila skupina mladih entuziastov, večinoma študentov, ki jih je združilo veselje do plesa, swing in Rock & Roll glasbe ter zanimivega Swing stila oblačenja. Prvi predsednik Swing organizacije v Sloveniji je tako postal Aleš Kolar in prvi inštruktor Swinga Sajles Šinkovec.
Slovenijo je na evropski in svetovni swing zemljevid postavilo Društvo za kulturo swinga SweetSwing, ki je leta 2007 organiziralo prvi mednarodni swing festival v Sloveniji, Ljubljana SweetSwing Festival.
Društvo Vintage pa je 26.aprila 2008 na glavnem trgu v Ljubljani prvo postavljalo svetovni rekord v swing zvrsti, plesu Charlestone.
Swing v Sloveniji predstavlja predvsem kvaliteten in zdrav način preživljanja prostega časa in sredstvo medsebojnega spoznavanja.

### Glavni swing stili
- Savoy Swing: zvrst Swinga, ki se je plesal v plesni dvorani Savoy v New Yorku v 30-tih in 40-tih na Swing glasbo. Savoy Swing je zelo hitra, poskočna plesna zvrst in ne zajema nastopaških prvin.
- Lindy: mehkejši stil swinga, glasba je praviloma počasnejša.
- West Coast Swing: zvrst Swinga, kjer je poudarek na hitrejšem gibanju nog, popularen kalifornijskih nočnih klubih v 30-tih in 40-tih. Leta 1989 je bil proglašen za kalifornijski državni ples.
- Whip: zvrst Swinga, popularna v mestu Houston v Teksasu. Poudarek je na figurah, pri katerih plesalec vrti partnerko med različnimi plesnimi položaji z vmesnimi cikličnimi ritmičnimi pavzami.
- Push: zvrst Swinga, popularna v mestu Dallas (Teksas). Poudarek je na figurah, pri katerih plesalec vrti partnerko med različnimi plesnimi položaji z ritmičnimi rock vložki.
- Supreme Swing: zvrst Swinga, popularna v mestu Tulsa (Oklahoma).
- Imperial Swing: zvrst Swinga, popularna v mestu St. Louis (Missouri).
- Carolina Shag: zvrst Swinga, popularna v obeh Karolinah. Poudarek na hitrejšem gibanju nog plesalca.
- DC Hand Dancing: sinteza Lindyja in Swinga, popularna v Washingtonu.
- East Coast Swing: 6-dobni stil Lindyja, ki se uči v plesnih šolah, namenjenim širši publiki.
- Country-Western Swing: zvrst plesa Jitterbug, popularnega med 1980-timi. Pleše se na Country in Western glasbo.
- Cajun Swing: zvrst Lindyja v Louisiani, ki se pleše na Cajun glasbo.
- Pony Swing: Country Western različica plesa Cajun Swing.
- Jive: mednarodna zvrst, ki se pleše tudi tekmovalno v ZDA in povsod po svetu.